# Yakuake
YaKuake – emulator terminali oparty na silniku konsoli KDE, wyposażony w karty.
W przeciwieństwie do innych emulatorów, nie działa on w oknie, lecz wywołany skrótem klawiszowym „wysuwa się” na pulpit.
Twórcy Yakuake wzorowali się na konsolach z gier Quake, stąd też takie, a nie inne zachowanie się aplikacji.
Począwszy od wersji 2.8 Yakuake oferuje zmianę skórek, tryb pełnoekranowy, oraz podział okna na kilka terminali.

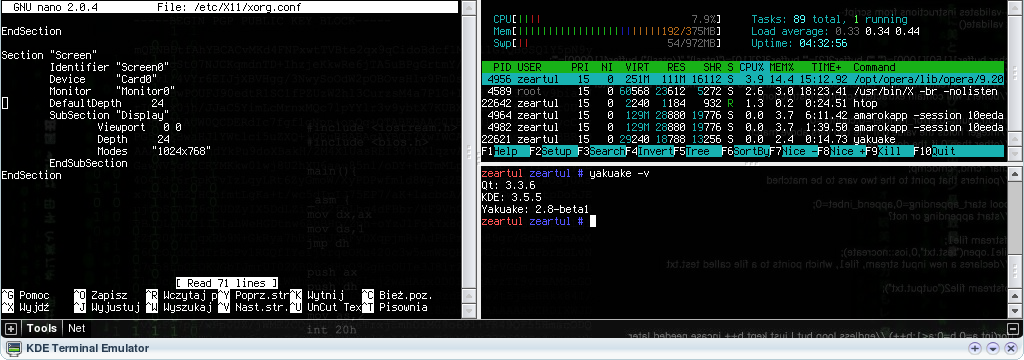
Podział okna w wersji 2.8-beta1